# بالاثيوس دي غودا
بلدية بالاثيوس دي غودا (بالإسبانية: Palacios de Goda) هي بلدية تقع في مقاطعة آبلة التابعة لمنطقة قشتالة وليون وسط إسبانيا.

## الديموغرافيا
بلغ عدد سكان بلدية بالاثيوس دي غودا 456 نسمة عام 2011 (وفقاً للمعهد الوطني للإحصاء الإسباني).
| 536 | 518 | 494 | 480 | 450 | 455 | 456 |